# Provanszál dialektus
A provanszál dialektus (okcitánul provençau, franciául provençal) az okcitán nyelv egyik – erős francia hatástól érintett – nyelvjárása, amelyet Dél-Franciaországban, a mai Provence-Alpes-Côte d’Azur régió részét alkotó Provence területén beszélnek.
Nem azonos a provanszál nyelvvel, amely az okcitán nyelv - különösen a középkori okcitán - hagyományos elnevezése.

## Hangtan
A provanszál a többi okcitán dialektustól főleg a hangtanában különbözik, amely sokkal közelebb áll a franciáéhoz, mint a többi iberoromán nyelvéhez. Így a provanszálban a szóvégi -s nem ejtődik (akárcsak a modern franciában), az r hangot pedig a nyelvcsap pergetésével ejtik (ún. uvuláris). A sztenderd okcitánhoz és a katalánhoz hasonlóan a hangsúlytalan o-nak a kiejtésben [u] felel meg; a hangsúlytalan szóvégi -a, -as pedig [o]-nak hangzik. Szintén francia hatásra – a sztenderd okcitánnal ellentétben – a provanszálban megkülönböztetik a b-vel és a v-vel jelölt hangokat, az utóbbit rendes magyaros v-nek ejtik.

## Helyesírás
A provanszál dialektus két helyesírási normával rendelkezik. A klasszikus vagy hagyományőrző norma helyesírása egy régebbi nyelvi állapotra támaszkodik és távolabb áll a valódi kiejtéstől, míg az új norma a modern francia helyesíráson alapszik és a mostani kiejtést tükrözi.

## Nyelvi példa
Idézet olvasható az Emberi Jogok Egyetemes Nyilatkozatából provanszál dialektusban, valamint sztenderd okcitán (lenga d’òc-i) nyelvváltozatban:
| Provanszál dialektus | Provanszál dialektus | Sztenderd okcitán |
| klasszikus norma ( nòrma clasica ) | mistral norma ( nòrma mistralenca ) | Sztenderd okcitán |
| --- | --- | --- |
| Totei lei personas naissan liuras e egalas en dignitat e en drech. Son dotadas de rason e de consciéncia e li cau/fau agir entre elei amb un esperit de frairessa. | Tóuti li persouno naisson liéuro e egalo en dignita e en dre. Soun doutado de rasoun e de counsciènci e li fau agi entre éli em’ un esperit de freiresso. | Totas las personas naisson liuras e egalas en dignitat e en drech. Son dotadas de rason e de consciéncia e lor cal agir entre elas amb un esperit de frairesa. |

## Szókincs
| Magyar | Provanszál | Kiejtés        |
| ------ | ---------- | -------------- |
| iszik  | beure      | [ˈbewɾe]       |
| férfi  | òme        | [ɔme]          |
| nap    | jorn       | [ˈdʒuʀ, ˈdzuʀ] |
| sor    | linha      | [ˈliɲɔ]        |